# Pirały Älijew
Pirały Chanäliuły Älijew (kaz. Пиралы Ханәлиұлы Әлиев, ros. Пиралы Ханалиевич Алиев; ur. 13 stycznia 1984 w Ałma-Acie) – kazachski piłkarz grający na pozycji obrońcy i pomocnika, reprezentant kraju.

## Kariera piłkarska

### Kariera klubowa
Älijew rozpoczął karierę w Kajracie Ałmaty. Występował także w FK Atyrau, FK Astanie-1964, Żetysu Tałdykorgan, FK Astanie, Tobole Kustanaj, Ordabasy Szymkent, a obecnie gra w Irtyszu Pawłodar.

### Kariera reprezentacyjna
W reprezentacji Kazachstanu zadebiutował 29 stycznia 2005 roku w meczu towarzyskim przeciwko Japonii. Rozegrał 5 spotkań.
| Mecze i gole w reprezentacji | Mecze i gole w reprezentacji | Mecze i gole w reprezentacji | Mecze i gole w reprezentacji | Mecze i gole w reprezentacji | Mecze i gole w reprezentacji | Mecze i gole w reprezentacji |
| Kazachstan                   | Kazachstan                   | Kazachstan                   | Kazachstan                   | Kazachstan                   | Kazachstan                   | Kazachstan                   |
| Lp.                          | Data                         | Miasto                       | Przeciwnik                   | Gol                          | Wynik                        | Rozgrywki                    |
| ---------------------------- | ---------------------------- | ---------------------------- | ---------------------------- | ---------------------------- | ---------------------------- | ---------------------------- |
| 1.                           | 29.01.2005                   | Jokohama                     | Japonia                      |                              | 0:4                          | towarzyski                   |
| 2.                           | 24.12.2006                   | Bangkok                      | Singapur                     |                              | 0:0                          | PKT 2006                     |
| 3.                           | 26.12.2006                   | Bangkok                      | Wietnam                      |                              | 1:2                          | PKT 2006                     |
| 4.                           | 07.03.2007                   | Szymkent                     | Kirgistan                    |                              | 2:0                          | Puchar Alma TV               |
| 5.                           | 18.02.2015                   | Aksu                         | Mołdawia                     |                              | 1:1                          | towarzyski                   |